# هيرمان ورث
هيرمان ورث (بالهولندية: Herman Wirth)‏ (المعروف باسم كورث هيرمان Roeper بوش، أو ورث فيليكس هيرمان أو هيرمان (6 مايو 1885 أوتريخت - 16 فبراير 1981، كوزيل) كان الهولندي-الألماني مؤرخ وباحث في الأديان القديمة والرموز.
شغل منصب رئيس شعبة البحوث النازية أهنينيربي حتى عام 1937 عندما غادر الفريق تماما، خلفه والتر Wüst. بسبب أن أعماله تؤيد المعتقدات الدينية التاريخية الشعبية لألمانيا، وليس دولة ألمانيا النازية أو أهداف نظام هتلر، فقد اُرغم للذهاب إلى المنفى مع الصوفيين الألمان الأخرين التي لا يؤيدون الاشتراكية القومية[بحاجة لمصدر].
ادعى ورث أن الحضارة نقمة فقط الحياة البسيطة ممكن أن تزيلها، كما هو موثق في الاكتشافات الأثرية والسجلات التاريخية، انتقد للنزعته القومية العاطفية وهوسه الألماني. كما اُنتقد من قبل العلماء الألمان في وقته، مثل بولكو فون ريشتهو فنجلوجي جيرهارد وآرثر أوبنر و كارل هرمان يعقوب ريسين، جوليبلي رفض قبول الأدلة العلمية التي تثبت  وقائع ليندا أورا  (أ 6-1 يفترض أن القرن قبل الميلاد «وقائع» من عائلة اللغة الفريزية التي قال أنه ترجم) مزورة.
كان الاهتمام الرئيسي لورث في الأساطير المحيطة بقارة أتلانتس الأسطورية[بحاجة لمصدر].

## الأعمال الكتابية
- دير أوفجانج دير مينسكهيت (الانضمام للجنس البشري)، 1928
- يموت هيلج أورشريفت der مينسكهيت، 1931-1936
- يموت أورا ليندا كرونيك (ليندا أورا «وقائع»)، [هرسغ]، 1933

في بلده تاريخية النص اللموتير، البروفيسور هيرمان ورث بشق الأنفس تم توثيق ظهور رموز الرونيك[بحاجة لمصدر].

## وصلات خارجية
- هيرمان ورث في فهرس مكتبة ألمانيا الوطنية